# Bruinkraaggierzwaluw
De bruinkraaggierzwaluw (Streptoprocne rutila) is een vogel uit de familie Apodidae (gierzwaluwen).

## Verspreiding en leefgebied
Deze soort komt voor van Mexico en Trinidad zuidelijk tot Peru en Bolivia en telt drie ondersoorten:
- S. r. griseifrons: westelijk Mexico.
- S. r. brunnitorques: van zuidoostelijk Mexico tot Bolivia.
- S. r. rutila: Venezuela, Guyana en Trinidad.